# Фут (син Хама)
Фут (івр. פוט, трансліт. pûṭ; грец. Φουδ, трансліт. Phoud) —— третій з чотирьох синів Хама, який, скоріш за все, жив у північній частині Африки, і, можливо, став прабатьком народів Єгипту та Лівії.
Вперше Фут згадується в Біблії у списку народів, де він названий сином Хама разом з Кушем, який представляє Нубію та Етіопію, Міцраїмом та Ханааном:
|  | А сини Хамові: Куш, і Міцраїм, і Фут, і Ханаан. |

У пророка Єремії говориться про битву при Каркеміші і серед ворогів Єгипту згадуються вояки Етіопії (Куша) і Фута (Лівійці) . Єзекіїль перераховує воїнів Тиру і включає до них нащадків Фута  . Наум говорить про Фута і лівійців серед союзників Єгипту, які не змогли зупинити напад ассирійців . Даниїл пророкує, що антихрист підкорить собі лівійців, Єгипет, Куш та інших .
Пророк Ісая згадує Фута разом з Таршішем і Лулом, як ті народи, які пізнають славу Божу . Єзекіїль використовує слово Фут як еквівалент Лівії . У хроніках перського царя Ксеркса (485-465 до н. е.) Лівія згадується серед підкорених народів Ксерксу.